# Bicfalău, Covasna
Bicfalău (în maghiară Bikfalva) este un sat în comuna Ozun din județul Covasna, Transilvania, România. Se află în partea de sud a județului, în Depresiunea Brașovului, la poalele de vest ale   munților Întorsurii. Localitatea este traversata de DJ103B, care face legătura între localitățile Chilieni și Săcele.

## Hidrografie
Hidrografia localității este slab reprezentata , doar de câteva pârâuri mici care nu au un debit considerabil, fiind secate  în perioadele secetoase. Ape mai importante din apropierea localității sunt râul Negru, respectiv  râul Olt.

## Lăcașuri de cult
În localitate există o biserică fortificată. Elementele defensive ale bisericii au fost parțial demantelate, astfel încât astăzi mai exista doar un turn medieval oval și ruinele fortăreței cu creneluri (sec. XVI-XVII).

## Imagini

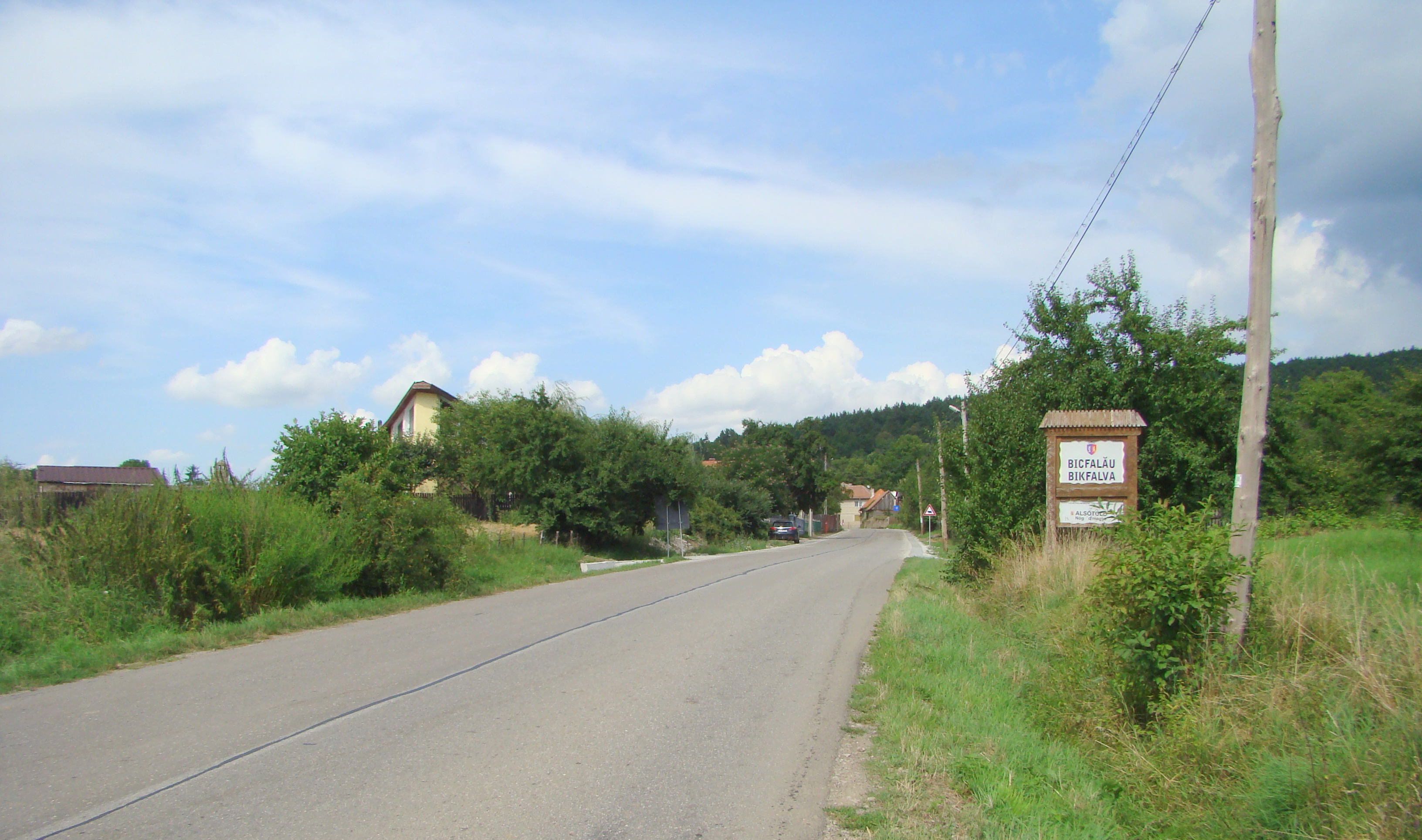
Intrarea în localitate
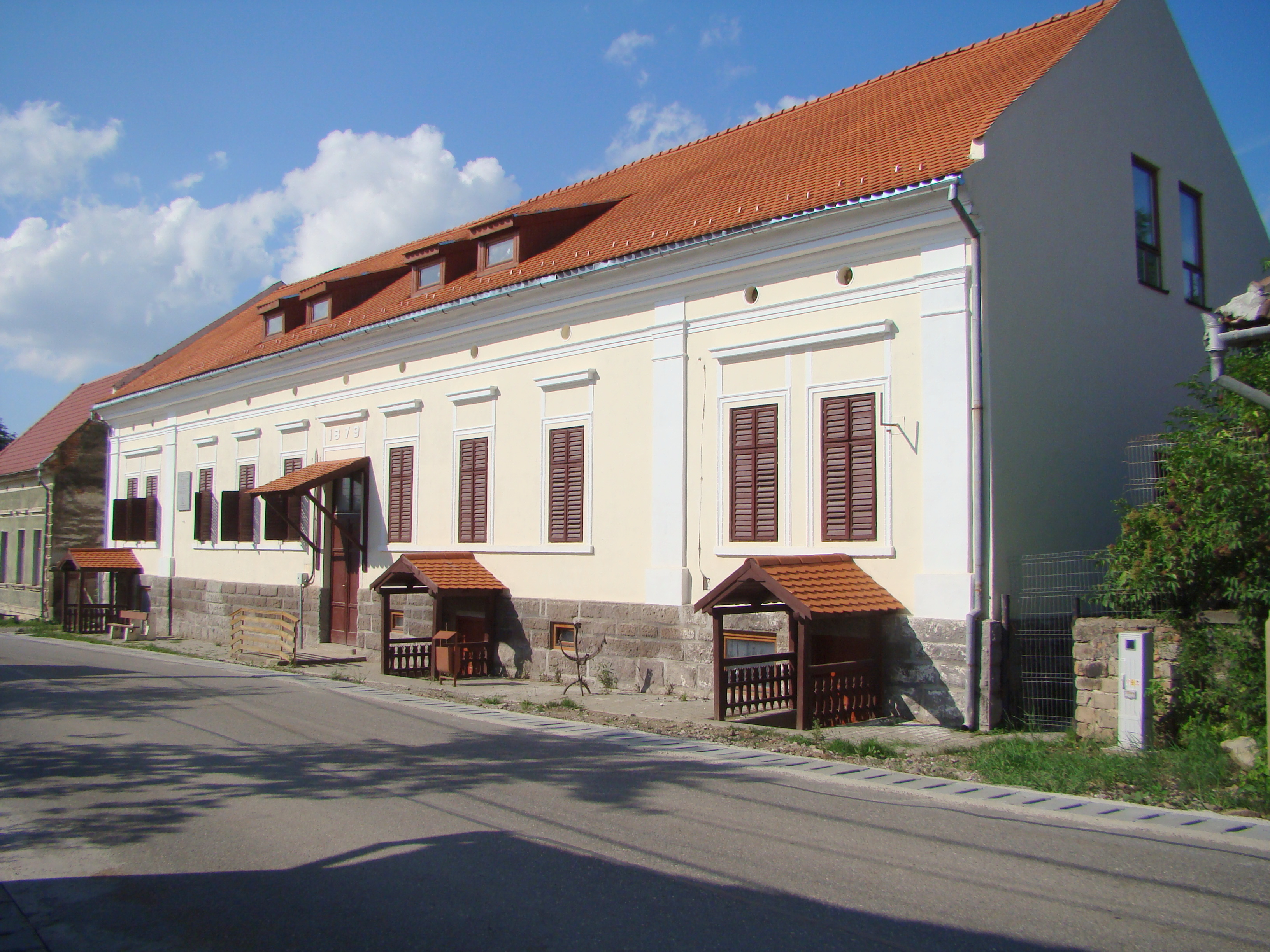
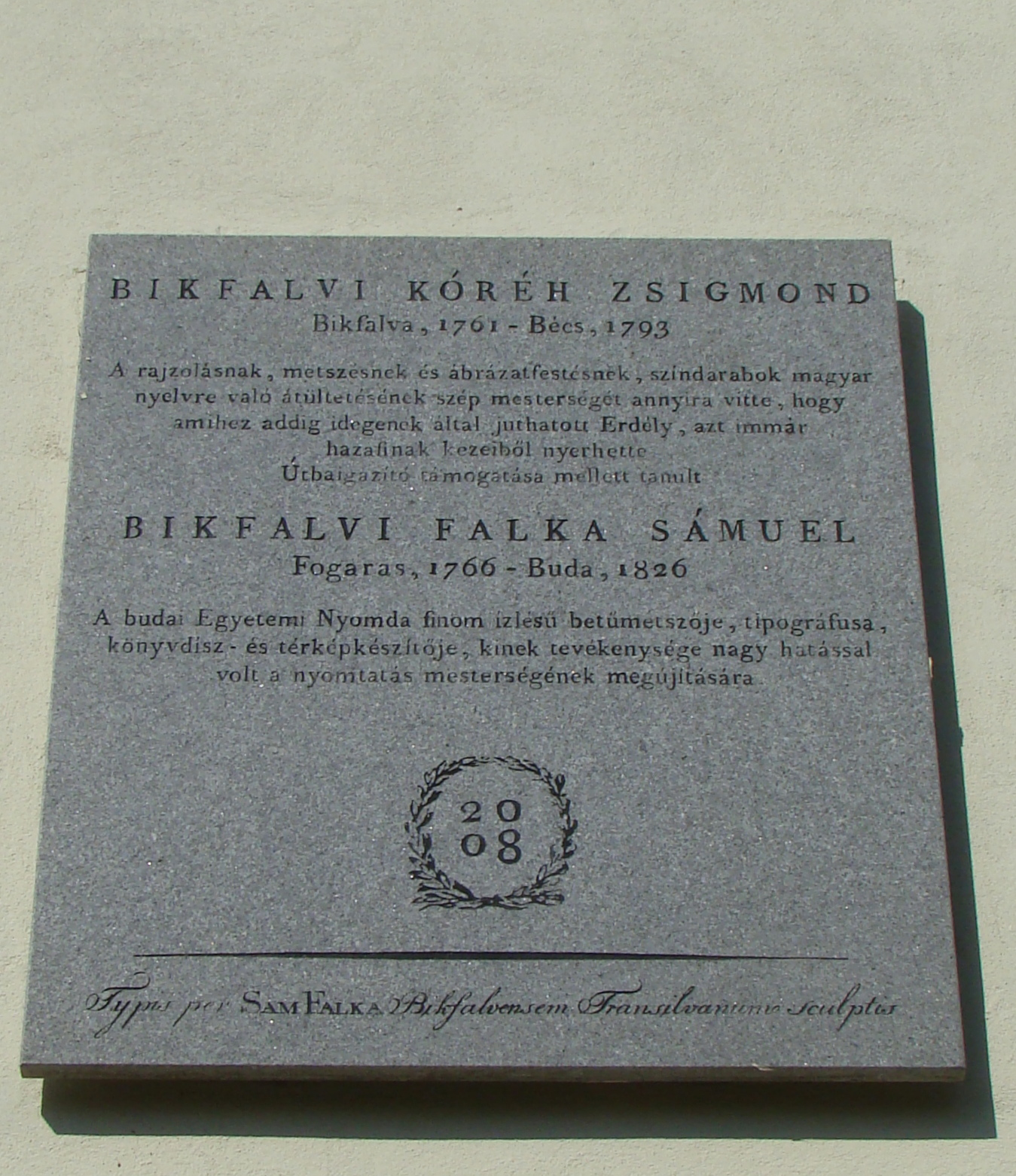
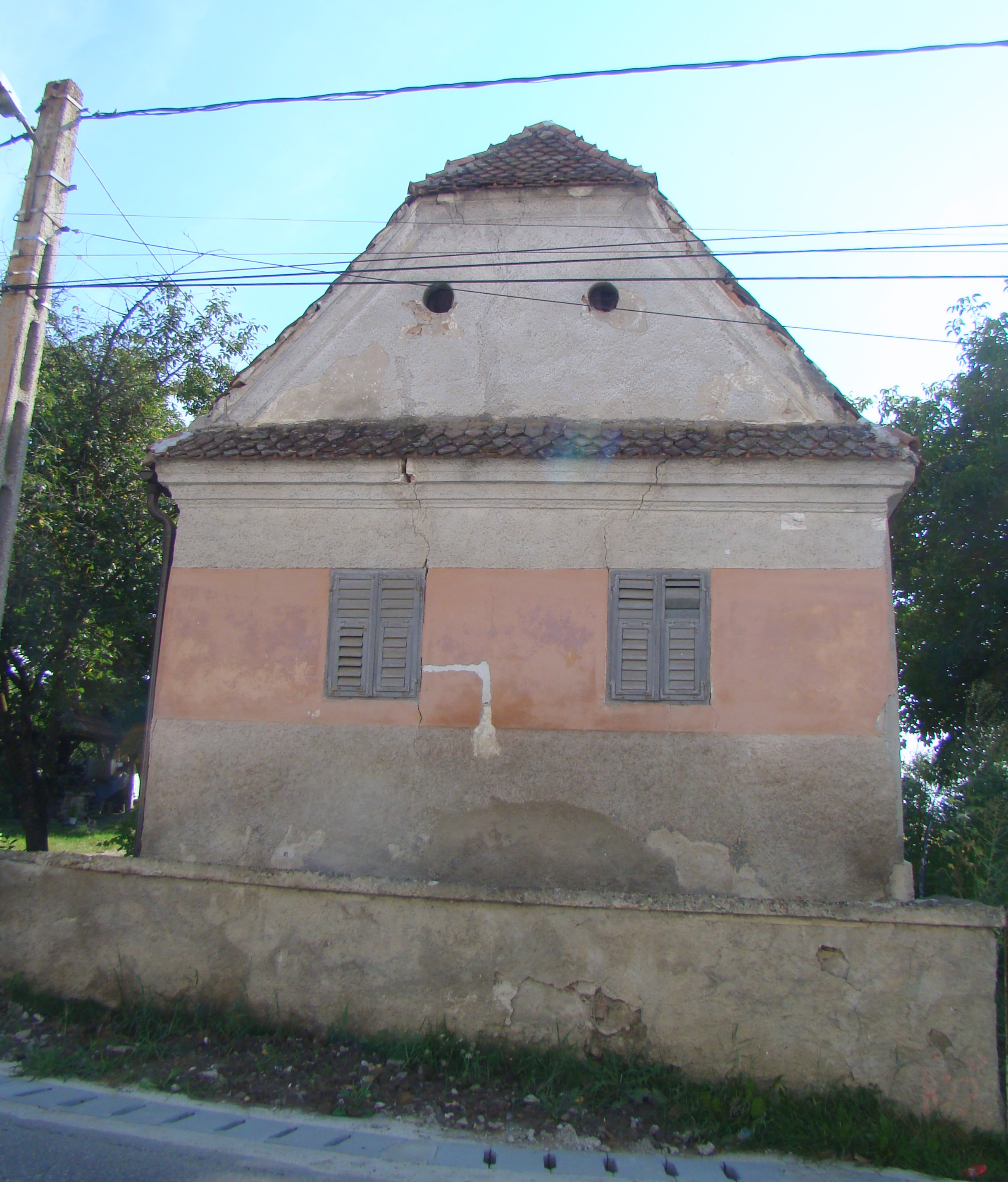
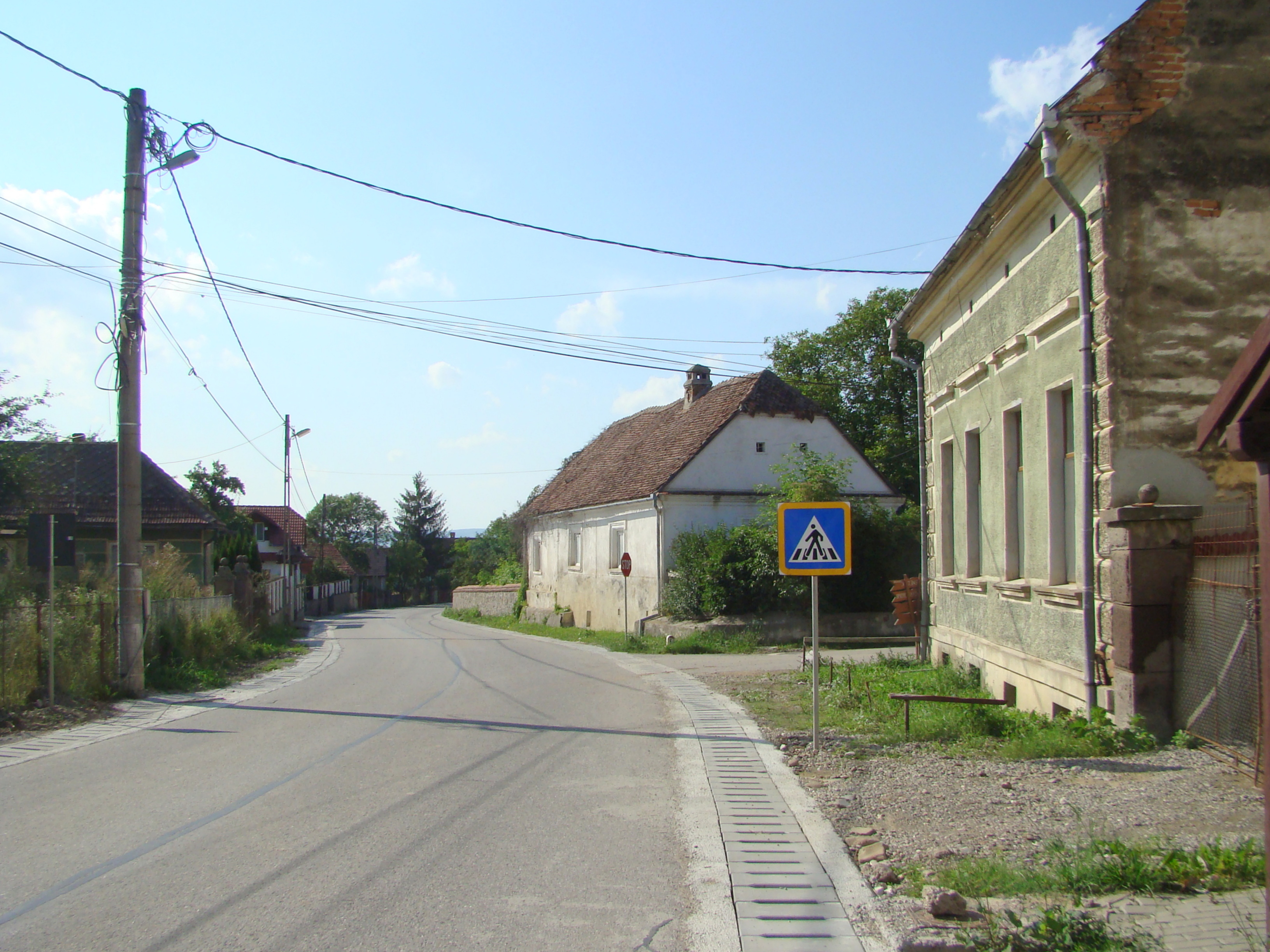
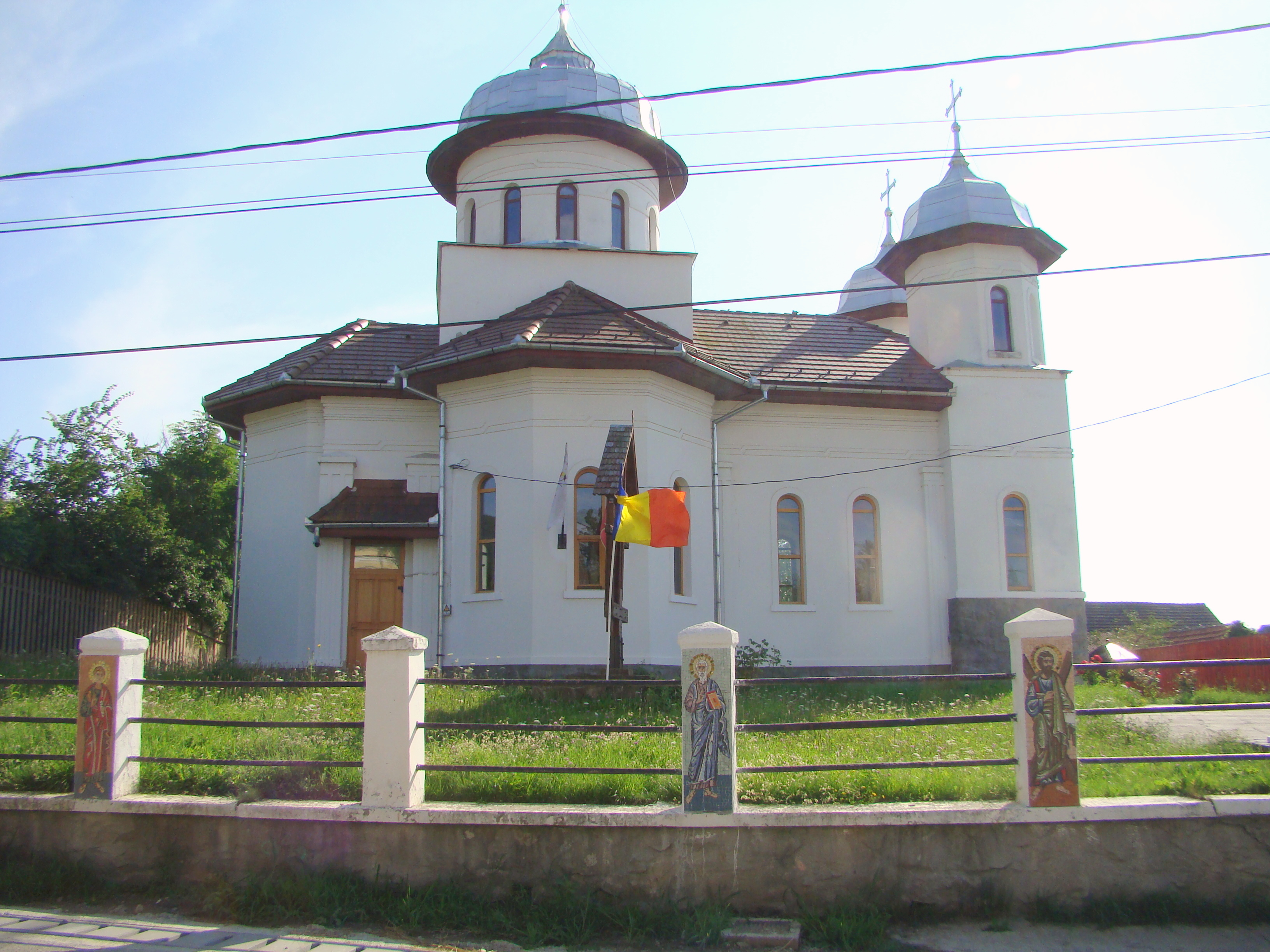
Biserica ortodoxă „Sfinții Apostoli Petru și Pavel” (1936)
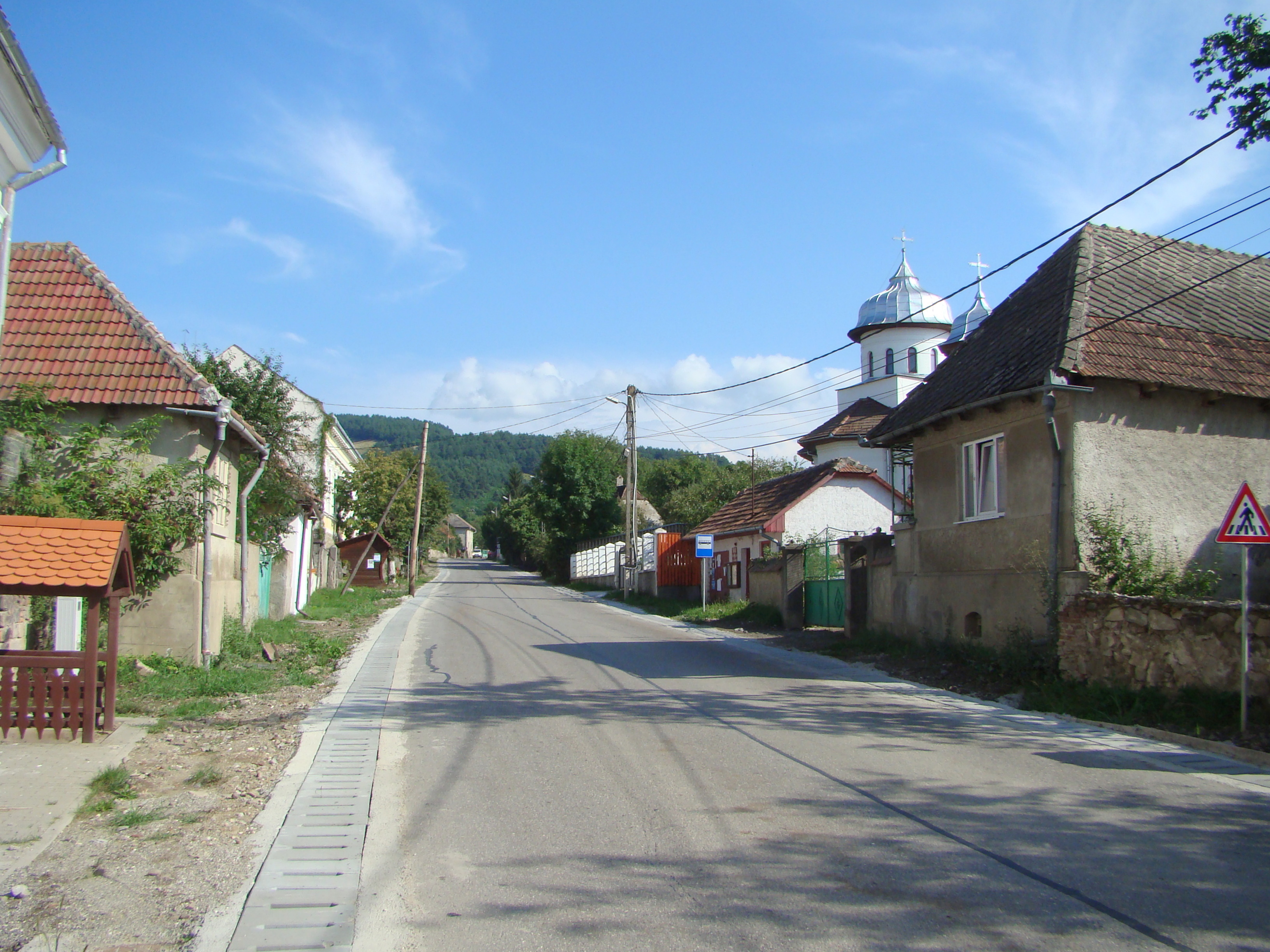
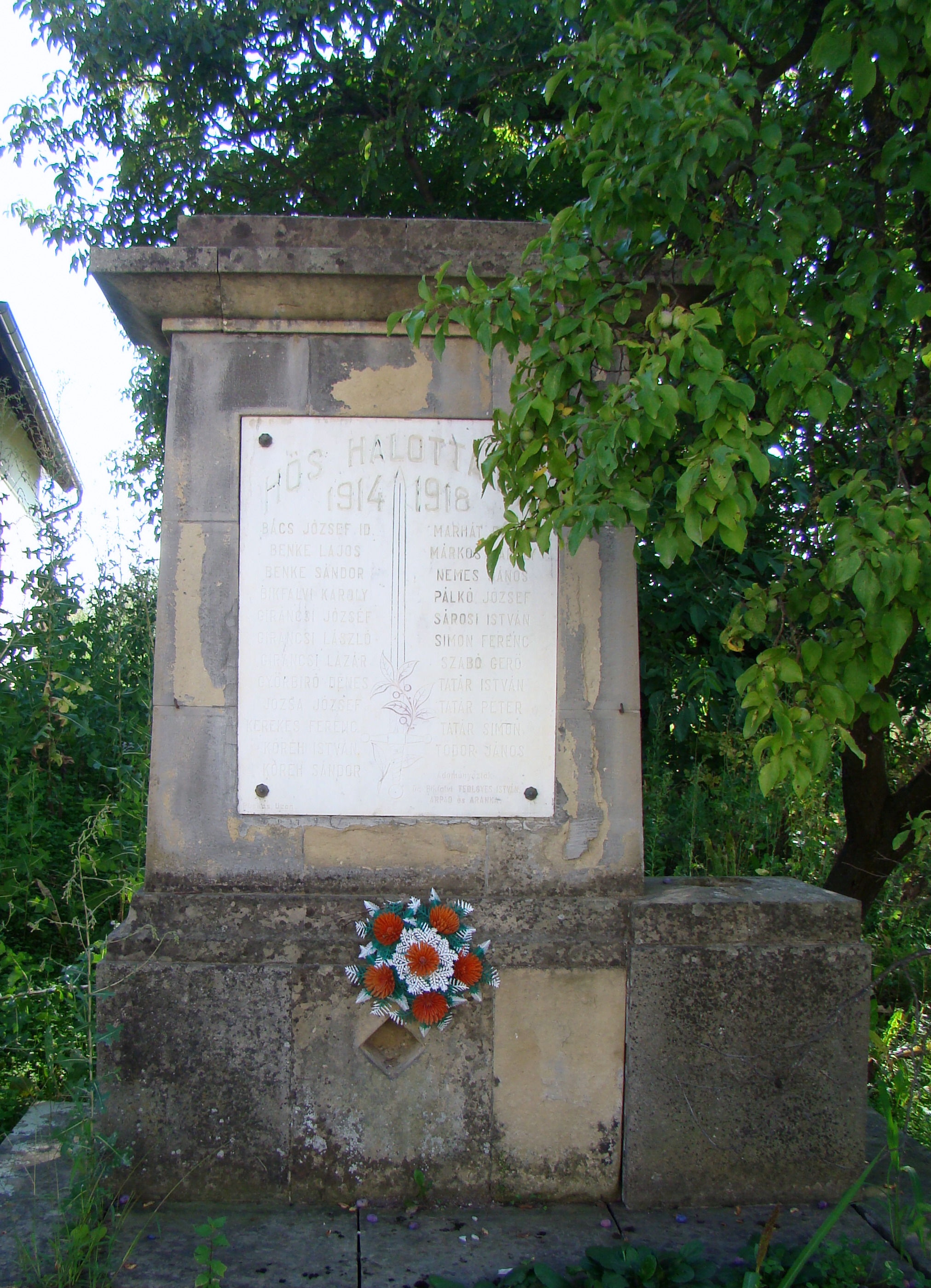
Monumentul eroilor din Primul Război Mondial
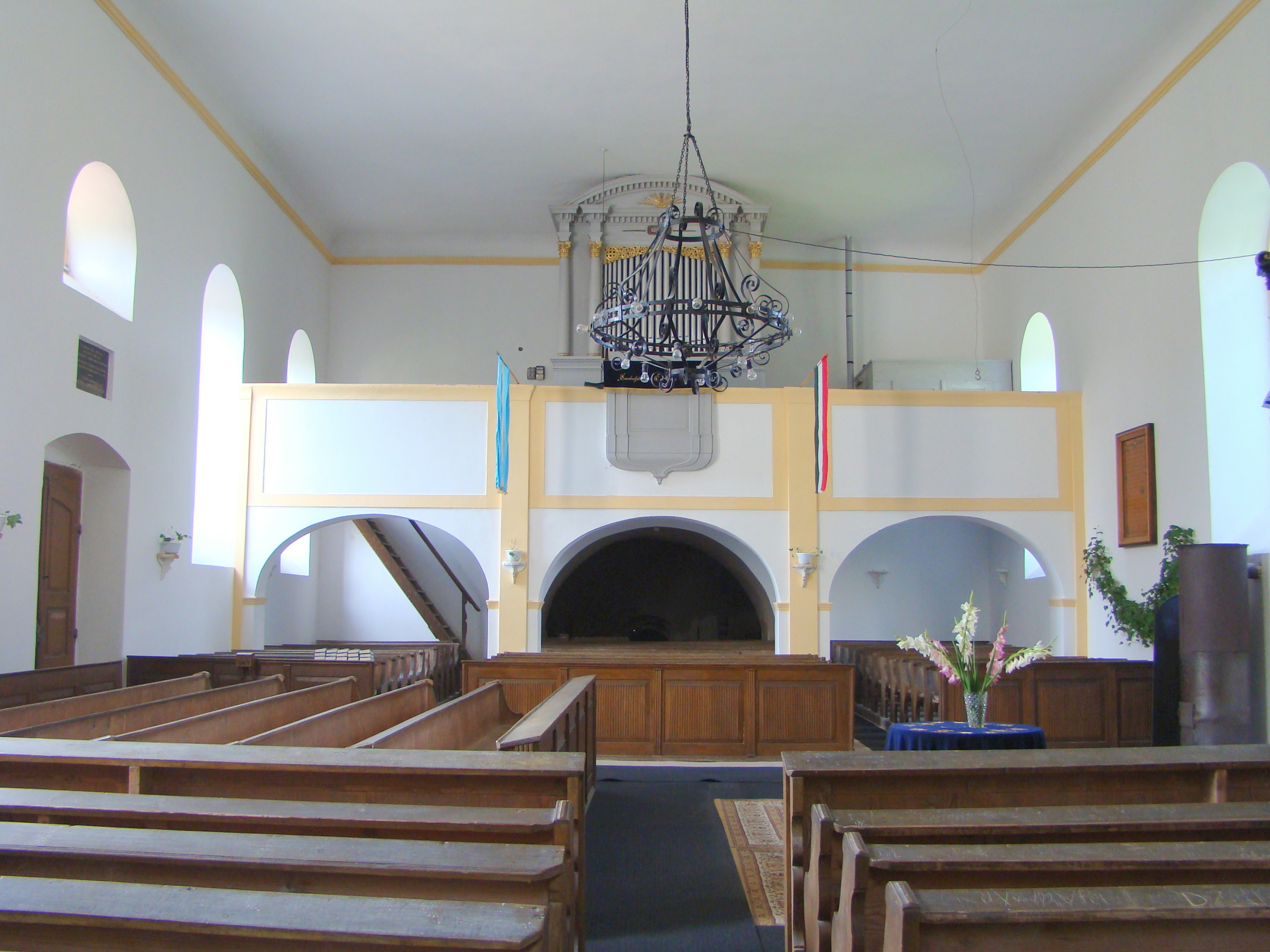
Interiorul bisericii reformate
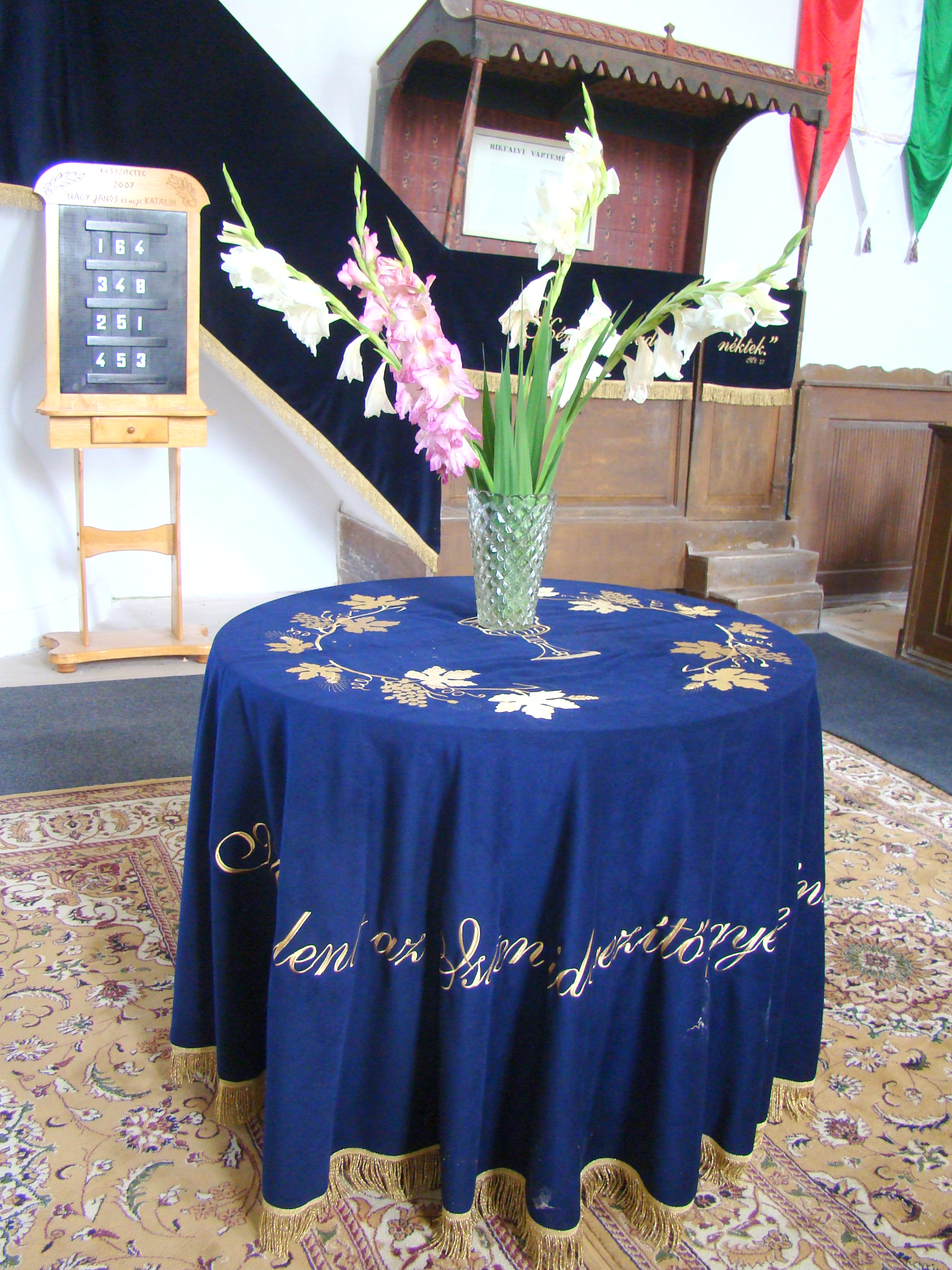
Masa Domnului
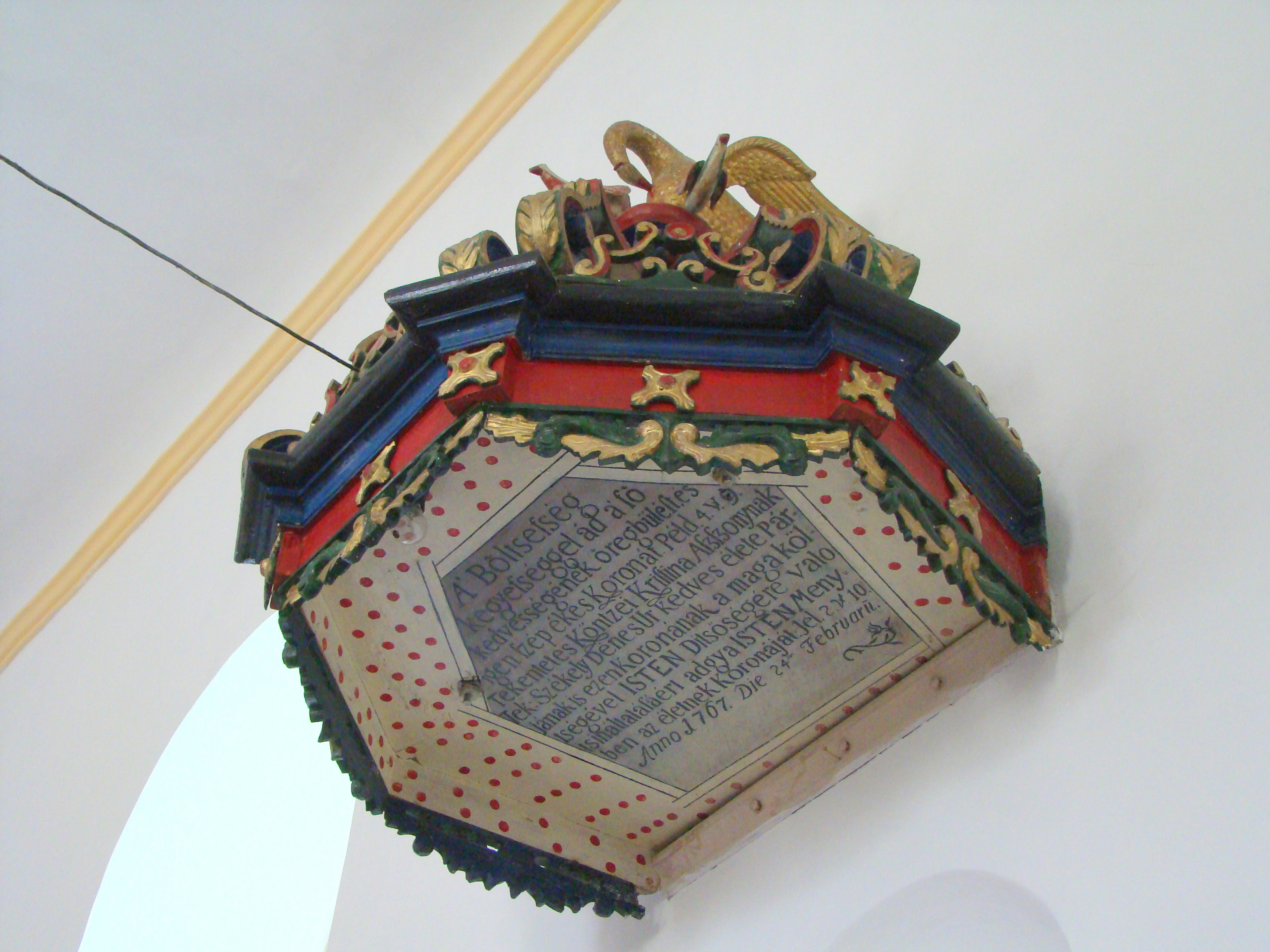
Coronamentul amvonului
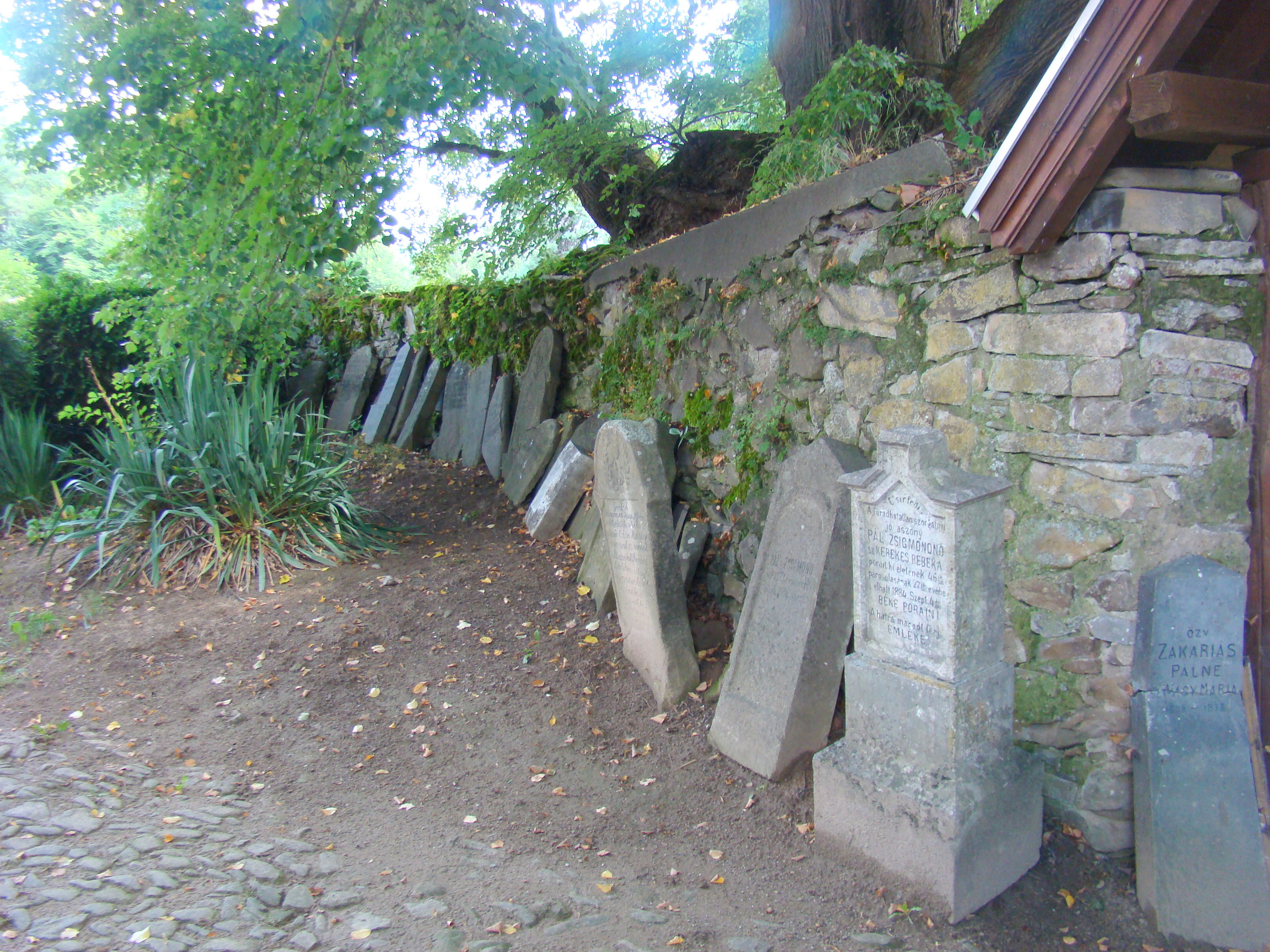
Biserica reformată (zidul de incintă şi pietre funerare vechi)